# Kapelle zum Hl. Geist (Bichl)

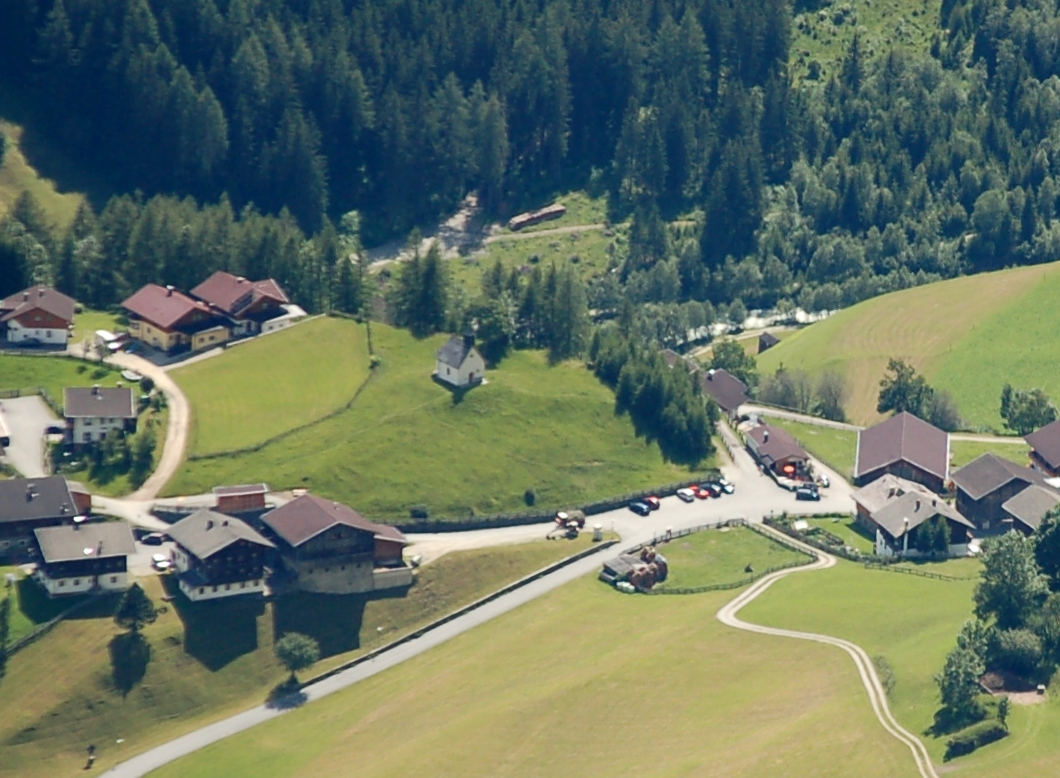
Kapelle zum Hl. Geist in Bichl

Die Kapelle zum Hl. Geist ist eine denkmalgeschützte (Listeneintrag) römisch-katholische Kapelle in der Fraktion Bichl der Tiroler Gemeinde Prägraten am Großvenediger (Österreich). Die barocke Kirche stammt im Kern aus dem 17. Jahrhundert.

## Geschichte
Die Kapelle geht auf einen Bau aus dem 17. Jahrhundert zurück, der 1752 durch einen Beschluss der Nachbarschaft zu Bichl erweitert wurde. Die Weihe der Kapelle erfolgte am 21. August 1759. Als 1786 im Zuge der Josephinischen Reformen zahlreiche Kirchen und Kapellen geschlossen wurden, konnte eine Schließung der Kapelle zum Hl. Geist verhindert werden. Eine Renovierung der Kapelle wurde zwischen 1992 und 1994 von Wilfried Waltl durchgeführt.

## Bauwerk
Die Kapelle befindet sich auf einem kleinen Hügel innerhalb der Ortschaft Bichl inmitten einer Wiese. Die Häuser der Fraktion gruppieren sich im Abstand von rund 50 Metern um die Kapelle. Das Bauwerk wurde über einem rechteckigen Grundriss errichtet und besitzt einen polygonalen Schluss. Die Außenwände sind weiß verputzt und besitzen eine gelbe rahmende Gliederung, wobei sich in den Längswänden und in den Chorschrägen jeweils ein schmiedeeisenvergittertes Rundbogenfenster befindet. Die Kapelle ist durch ein schindelgedecktes steiles Satteldach geschützt, über dem eingangsseitig ein hölzerner verschindelter Dachreiter ragt. Der Dachreiter besitzt rundbogige, durch Holzläden geschützte Schallfenster und ein leicht geschwungenes Pyramidendach, das von Kugel, Kreuz und Wetterhahn bekrönt ist. Das eingangsseitige Portal wurde flachbogig ausgeführt und wird von einem schmiedeeisenvergitterten Sichtfenster flankiert. Darüber befindet sich im Giebelfeld ein Rundbogenfenster. 
Die Decke wurde als flaches Tonnengewölbe mit breiten Gurtbändern über profiliertem Gesims ausgeführt, wobei die Deckenmalerei 1905 von Josef Weiskopf geschaffen wurde. Das Deckengemälde zeigt im Zentrum die IHS-Initiale von Strahlenkranz mit Puttenköpfen umgeben und den vier Evangelisten flankiert. Im Chor befinden sich zwei mit Blattdekor verzierte Kartuschen, die König David sowie die heilige Cäcilia zeigen. Der Fußboden der Kapelle ist aus Holz gefertigt, wobei der Altarraum um eine Stufe erhöht wurde.
Die Ausstattung der Kapelle besteht aus einem qualitätvollen, barocken Inventar. Der hölzerne Altar mit grünblauer Marmor- und blauer Lüsterfassung wurde um 1750 gefertigt. Das Altarblatt zeigt die Ausgießung des heiligen Geistes, wobei Maria von den Jüngern umgeben dargestellt wird, über denen die Taube des Hl. Geistes schwebt. Im Auszug befindet sich ein Ovalmedaillon mit Relief, das die Marienkrönung durch den heiligen Geist zeigt. Die hölzernen Figuren in den Säulenstellungen stellen den heiligen Antonius (links) und den heiligen Petrus (rechts) dar.
Das hölzerne Gestühl der Kapelle stammt aus dem 18. Jahrhundert, der Kreuzwegbilder in Öl auf Leinwand aus dem dritten Viertel des 18. Jahrhunderts. Des Weiteren befinden sich in der Kapelle Statuen des heiligen Blasius, des heiligen Benedikt sowie eine Kreuzigungsgruppe sowie im Betraum eine Hl.-Geist-Taube, eine Marienfigur und eine Figur des Guten Hirten. Zudem gehören Gemälde, die Christus am Ölberg bzw. den Schmerzensmann, den heiligen Florian sowie eine thronende Maria mit Kind zeigen, zur Ausstattung. Die Glocken der Kirche wurde während der beiden Weltkriege eingeschmolzen und jeweils wieder ersetzt.